# Spirobolus lugubris
Spirobolus lugubris är en mångfotingart som beskrevs av Koch 1865. Spirobolus lugubris ingår i släktet Spirobolus och familjen Spirobolidae. Inga underarter finns listade i Catalogue of Life.